# حزب الخضر (أستراليا الغربية)
حزب الخضر بأستراليا الغربية، والذي يُعرف شيوعًا بحزب الخضر، هو أحد أعضاء حزب الخضر الأسترالي في أستراليا الغربية. شُكل الحزب عقب اندماج حزب الخضر الأسترالي الغربي مع تحالف الأرض الخضراء المُكون من مجموعة فالنتين للسلام والتحالف البديل عام 1990. وأصبح الحزب تابعًا لحزب الخضر الأسترالي، رسميًا، في عام 2003.